# Paratus bagmati
Espèce
Paratus bagmati est une espèce d'araignées aranéomorphes de la famille des Liocranidae.

## Distribution
Cette espèce est endémique de la province de Bagmati au Népal,. Elle se rencontre vers Mude.

## Description
Le mâle holotype mesure 3,01 mm.

## Systématique et taxinomie
Cette espèce a été décrite par Li et Yao en 2023.

## Étymologie
Son nom d'espèce lui a été donné en référence au lieu de sa découverte, la province de Bagmati.

## Publication originale
- Chu, Lu, Li & Yao, 2023 : « Three new species of liocranid spiders (Arachnida: Araneae) from China and Nepal. » Zootaxa, no 5285(1), p. 176-186.